# Frank S. Black

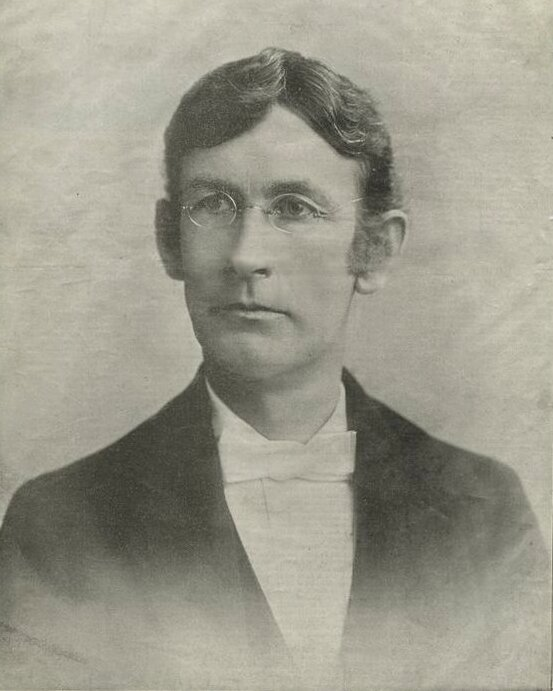
Frank S. Black

Frank Swett Black (* 8. März 1853 in Limington, York County, Maine; † 22. März 1913 in Troy, New York) war ein US-amerikanischer Politiker und von 1897 bis 1899 Gouverneur des Bundesstaates New York. Zwischen 1895 und 1897 vertrat er seinen Staat im US-Repräsentantenhaus.

## Frühe Jahre
Frank Black besuchte bis 1871 die Lebanon Academy. Danach arbeitete er als Lehrer und studierte dann bis 1875 am Dartmouth College. Nach einem anschließenden Jurastudium und seiner 1879 erfolgten Zulassung als Rechtsanwalt begann er in Troy in seinem neuen Beruf zu arbeiten. Black wurde Mitglied der Republikanischen Partei.

## Kongressabgeordneter und Gouverneur
Im Jahr 1894 wurde Black als Kandidat seiner Partei als Abgeordneter in den Kongress gewählt. Dieses Mandat übte er zwischen dem 4. März 1895 und dem 7. Januar 1897 aus. An diesem Tag trat er von diesem Posten zurück, weil er zwischenzeitlich zum Gouverneur seines Staates gewählt worden war. Er trat seine zweijährige Amtszeit am 1. Januar 1897 an. In diesen zwei Jahren wurde der Eriekanal mit großem finanziellen Aufwand ausgebaut. Außerdem wurde die Wahlgesetzgebung reformiert. Überschattet wurde Blacks Regierungszeit vom Spanisch-Amerikanischen Krieg, zu dem auch der Staat New York seinen Beitrag leisten musste. Im Jahr 1898 strebte Frank Black seine Wiederwahl an. Er konnte sich aber innerhalb seiner Partei nicht gegen den populären und aufstrebenden Theodore Roosevelt durchsetzen. Daher musste er am 1. Januar 1899 sein Amt an den neu gewählten Roosevelt abgeben.

## Weiterer Lebenslauf
Nach dem Ende seiner Gouverneurszeit zog sich Frank Black aus der Politik zurück und arbeitete wieder als Rechtsanwalt. Er starb am 22. März 1913. Mit seiner Frau Lois B. Hamlin hatte er ein Kind.